# Bill Smyth
William Krantz Smyth (8 tháng 4 năm 1922 – 6 tháng 11 năm 1966) là một cầu thủ và huấn luyện viên bóng bầu dục người Mỹ. Ông thi đấu bóng bầu dục thời đại học cho Notre Dame (1940–1941), Cincinnati (1942), và Penn State, sự nghiệp đại học của ông bị gián đoạn khi phục vụ trong Lực lượng Thủy quân Lục chiến Hoa Kỳ trong Thế chiến thứ hai. Ông thi đấu cho Los Angeles Rams từ năm 1947 đến năm 1950 và là trợ lý huấn luyện viên cho đội Ottawa Rough Riders từ năm 1956 đến năm 1966.

## Đầu đời
Smyth sinh năm 1922 tại Batavia, Ohio. Ông theo học trường trung học Roger Bacon ở St. Bernard, Ohio, một ngôi làng nằm trong Cincinnati. Tại Roger Bacon, ông giành được các lá thư hạng nhất trong bóng bầu dục, bóng rổ, điền kinh và bóng chày.

## Đại học và quân sự
Tháng 9 năm 1940, ông nhập học tại Đại học Notre Dame. Tại Notre Dame, ông thi đấu cho đội bóng bầu dục sinh viên năm nhất vào năm 1940 và cho đội bóng bầu dục dự bị kết thúc vào năm 1941. Năm 1942, ông chuyển đến Đại học Cincinnati và thi đấu cho đội bóng bầu dục Cincinnati Bearcats năm 1942 trong khi họ lập thành tích 8 trận thắng và 2 trận thua.
Năm 1943, Smyth gia nhập Thủy quân lục chiến Hoa Kỳ và được bổ nhiệm vào Chương trình Đào tạo Cao đẳng Hải quân V-12 tại Đại học Bang Pennsylvania. Ông thi đấu cho đội bóng Penn State Nittany Lions năm 1943. Smyth sau đó phục vụ trong Mặt trận Thái Bình Dương của Thế chiến thứ hai và tham gia cuộc đổ bộ ngày đầu tiên trong Trận Iwo Jima. Vào mùa thu năm 1945, ông thi đấu cho đội bóng bầu dục All-Star của Thủy quân lục chiến. Ông trở lại Cincinnati sau chiến tranh và thi đấu cho đội bóng bầu dục Cincinnati Bearcats năm 1946, đội đã lập kỷ lục 9–2.

## Sự nghiệp
Smyth được Los Angeles Rams lựa chọn trong vòng thứ bảy (lượt chọn tổng thể thứ 53) của NFL Draft năm 1947. Ông ký hợp đồng với Rams vào tháng 1 năm 1947, và xuất hiện trong 46 trận đấu với câu lạc bộ trong bốn mùa giải từ năm 1947 đến năm 1950. Ông bắt được 13 đường chuyền dài 123 thước và một lần chạm bóng.

## Sự nghiệp huấn luyện và qua đời
Sau khi sự nghiệp thi đấu kết thúc, Smyth làm huấn luyện viên bóng bầu dục. Ông bắt đầu sự nghiệp huấn luyện vào năm 1951 với tư cách là trợ lý huấn luyện viên tại Trường trung học Withrow ở Cincinnati. Năm 1952, Smyth được thuê làm huấn luyện viên trưởng tại Đại học Cincinnati Xavier.
Sau đó, ông làm trợ lý huấn luyện viên cho Ottawa Rough Riders của Liên đoàn bóng bầu dục Canada trong 11 mùa giải từ năm 1956 đến năm 1966. Ông qua đời vì suy tim cấp tính vào năm 1966 ở tuổi 44 tại Ottawa, Canada. Vào tháng 7 năm 1967, Rough Riders tổ chức Lễ kỷ niệm Bill Smyth Night và bày tỏ lòng kính trọng trước 13.000 người hâm mộ.